# Vieux-Habitants
Vieux-Habitants – miasto na Gwadelupie (departament zamorski
Francji). Według danych szacunkowych na rok 2008 liczy 7 386 mieszkańców..